# Lüneburger Heidekartoffeln
Les pommes de terre de la lande de Lunebourg (Lüneburger Heidekartoffel) sont une production traditionnelle de pommes de terre cultivées dans la région de la lande de Lunebourg, située dans le Land de Basse-Saxe en Allemagne. Cette production a fait l'objet en 2006 d'une demande de classement comme indication géographique protégée (IGP) auprès des instances européennes.

## Aire de production
L'aire de production des pommes de terre de la lande de Lunebourg est la suivante :
- arrondissements de Celle, Gifhorn, Harburg, Lüchow-Dannenberg, Lunebourg (à l’exception de la commune d’Amt Neuhaus), Lande et Uelzen ;
- commune de Visselhövede (arrondissement de Rotenburg (Wümme)).